# Hermanos de sangre (musical)
Hermanos de sangre (Blood Brothers en su título original) es un musical británico con libreto, música y letras de Willy Russell sobre dos hermanos mellizos que son separados al nacer. Su madre biológica, abrumada por la pobreza y la falta de recursos, entrega uno de ellos a un matrimonio acomodado que no puede concebir hijos. Los dos muchachos crecen en entornos muy distintos, pero el destino hace que vuelvan a encontrarse y entablen una amistad sin saber que en realidad comparten lazos de sangre. A medida que pasa el tiempo sus diferencias sociales se acentúan cada vez más e incluso desarrollan sentimientos por la misma chica, hasta que la verdad sale a la luz con trágicas consecuencias.
Inicialmente concebido como una obra de texto que recorrió varios institutos del área metropolitana de Merseyside entre 1981 y 1982, Hermanos de sangre dio el salto al formato musical en 1983, con un primer montaje que debutó en Liverpool antes de aterrizar en el West End londinense, donde se alzó con el premio Olivier al mejor musical nuevo.
Pero la versión que más éxito y popularidad ha alcanzado es el revival que entre 1988 y 2012 se representó de manera ininterrumpida en la capital inglesa, superando las 10 000 funciones y convirtiéndose en su momento en el tercer musical de mayor permanencia en cartel en la historia del West End. Desde entonces, el espectáculo también ha podido verse en Broadway y en numerosas ciudades a lo largo de todo el mundo, así como de gira por Reino Unido, Norteamérica y otros territorios.

## Sinopsis
La trama arranca con la Sra. Johnstone llorando la pérdida de sus hijos Mickey y Eddie. Un narrador se dirige al público e introduce la trágica historia de los hermanos Johnstone, quienes fueron separados al nacer y murieron el mismo día. Retrocedemos en el tiempo varios años atrás. La Sra. Johnstone, madre soltera de siete niños, descubre que está esperando mellizos. Desesperada por tener que alimentar dos bocas más, entrega uno de los bebés a su empleadora la Sra. Lyons, una mujer de buena posición que no puede concebir. El pacto se sella con una advertencia supersticiosa: si alguna vez los hermanos llegan a averiguar la verdad, entonces morirán de inmediato. El tiempo pasa y los dos muchachos crecen en entornos muy distintos ignorando la existencia del otro, pero el destino se encarga de que vuelvan a encontrarse y entablen una amistad sin saber que en realidad comparten lazos de sangre. Con los años sus contextos sociales se alejan progresivamente: mientras Eddie lleva una vida privilegiada y llena de oportunidades, Mickey debe enfrentarse al desempleo, la precariedad y la falta de expectativas. Para complicar aún más las cosas, ambos se enamoran de la misma chica, una amiga de la infancia que a la postre se casa con Mickey. Sin embargo, la creciente inseguridad de este y su deteriorado estado mental hacen que comience a percibir a Eddie como una amenaza, preparando el camino hacia el fatal desenlace.

## Producciones
| Producción | Teatro              | Fecha de estreno        | Fecha de cierre         | Dirección                 |
| Liverpool  | Liverpool Playhouse | 8 de enero de 1983      | 19 de marzo de 1983     | Chris Bond                |
| West End   | Lyric Theatre       | 11 de abril de 1983     | 22 de octubre de 1983   | Chris Bond                |
| West End   | Albery Theatre      | 28 de julio de 1988     | 16 de noviembre de 1991 | Bill Kenwright Bob Tomson |
| West End   | Phoenix Theatre     | 21 de noviembre de 1991 | 10 de noviembre de 2012 | Bill Kenwright Bob Tomson |
| Broadway   | Music Box Theatre   | 25 de abril de 1993     | 30 de abril de 1995     | Bill Kenwright Bob Tomson |

### España
| Producción | Producción | Teatro           | Fecha de estreno        | Fecha de cierre       | Dirección      |
| #1         | Barcelona  | Teatre Condal    | 27 de diciembre de 1994 | 18 de junio de 1995   | Ricard Reguant |
| #2         | Madrid     | Teatro Lara      | 5 de septiembre de 2001 | 24 de febrero de 2002 | Luis Ramírez   |
| #2         | Barcelona  | Teatre Novedades | 16 de enero de 2004     | 22 de febrero de 2004 | Luis Ramírez   |
| #3         | Barcelona  | Teatre del Raval | 13 de enero de 2014     | 30 de marzo de 2014   | Ricard Reguant |
| #4         | Barcelona  | Teatre Condal    | 13 de diciembre de 2025 |                       | Daniel Anglès  |

### Otras producciones
Hermanos de sangre se ha representado en países como Alemania, Argentina, Australia, Bélgica, Canadá, Corea del Sur, Eslovaquia, España, Estados Unidos, Finlandia, Irlanda, Israel, Japón, México, Nueva Zelanda, Países Bajos, Polonia, Reino Unido, República Checa, Sudáfrica o Turquía, y ha sido traducido a multitud de idiomas.
Entre el 14 de mayo y el 22 de noviembre de 1988, el Teatro de los Insurgentes de Ciudad de México acogió un montaje protagonizado por Julissa como Sra. Johnstone junto a sus hijos en la vida real Alejandro Ibarra (Mickey) y Benny Ibarra (Eddie). El resto del elenco lo completaron Alejandro Peraza como Narrador, Martha Escobar como Sra. Lyons, Aracely Arámbula como Linda y Paul Bauche como Sammy.
En Argentina pudo verse entre el 12 de enero y el 24 de febrero de 2018 en el Teatro del Globo de Buenos Aires, con un reparto encabezado por Julia Zenko como Sra. Johnstone, Alejandro Vázquez como Narrador, Mariano Taccagni como Mickey, Gonzalo Almada como Eddie, Magalí Sánchez como Sra. Lyons, Laura Montini como Linda, Matías Asenjo como Sammy y Guillermo Jáuregui como Sr. Lyons. Posteriormente, esta misma versión se repuso en el Teatro Apolo de la avenida Corrientes entre el 11 de junio y el 16 de julio de 2018.

## Números musicales
| Acto I - «Overture» - «Marilyn Monroe» - «Marilyn Monroe (Reprise)» - «My Child» - «Easy Terms» - «Shoes Upon the Table» - «Easy Terms (Reprise)» - «Kids' Game» - «Gypsies in the Wood» - «Bright New Day (Preview)» - «Long Sunday Afternoon»/«My Friend» - «Bright New Day» | Acto II - «Entr'acte» - «Marilyn Monroe 2» - «Secrets» - «That Guy» - «Shoes Upon the Table (Reprise)» - «I'm Not Saying a Word» - «Miss Jones» - «Marilyn Monroe 3» - «Light Romance» - «Madman» - «Tell Me It's Not True» |

## Repartos originales
| Personaje      | Liverpool 1983      | West End 1983       | Gira en Reino Unido 1984 | West End 1988  | Broadway 1993           | Gira en EE. UU. 1994 |
| Sra. Johnstone | Barbara Dickson     | Barbara Dickson     | Rebecca Storm            | Kiki Dee       | Stephanie Lawrence      | Petula Clark         |
| Narrador       | Andrew Schofield    | Andrew Schofield    | John Conteh              | Warwick Evans  | Warwick Evans           | Mark McGrath         |
| Mickey         | George Costigan     | George Costigan     | Mark McGann              | Con O'Neill    | Con O'Neill             | David Cassidy        |
| Eddie          | Andrew C. Wadsworth | Andrew C. Wadsworth | Peter Capaldi            | Robert Locke   | Mark Michael Hutchinson | Tif Luckenbill       |
| Sra. Lyons     | Wendy Murray        | Wendy Murray        | Liz Brailsford           | Joanne Zorian  | Barbara Walsh           | Priscilla Quinby     |
| Linda          | Amanda York         | Kate Fitzgerald     | Judy Holt                | Annette Ekblom | Jan Graveson            | Yvette Lawrence      |
| Sammy          | Peter Christian     | Peter Christian     | Joe McGann               | Terry Melia    | James Clow              | John Kozeluh         |
| Sr. Lyons      | Alan Leith          | Alan Leith          | Phillip Manikum          | Jeffrey Gear   | Ivar Brogger            | Walter Hudson        |

### España
| Personaje      | Barcelona 1994           | Madrid 2001      | Barcelona 2014     | Barcelona 2025   |
| Sra. Johnstone | Àngels Gonyalons         | Marta Ribera     | Virginia Martínez  | Mariona Castillo |
| Narrador       | Joan Crosas              | Guillermo Antón  | Xavier Ribera-Vall | Triquell         |
| Mickey         | Roger Pera               | Roger Pera       | Roger Pera         | Albert Salazar   |
| Eddie          | Sergio Zamora            | David Zarzo      | Sergio Zamora      | Roc Bernadí      |
| Sra. Lyons     | Helena Munné             | Nines Hernández  | Isa Mateu          | Lucía Torres     |
| Linda          | Gemma Brió               | Beatriz Luengo   | Lucía Torres       | Tai Fati         |
| Sammy          | Jordi Fusalba i Carreras | Carlos Álvarez   | Eduard Doncos      | Cisco Cruz       |
| Sr. Lyons      | Jaume Mallofré           | Salvador Toscano | Benjamí Conesa     | Toni Viñals      |

Reemplazos destacados en la producción de 2001
- Sra. Johnstone: Eva Diago
- Narrador: David Ordinas
- Eddie: Aure Sánchez
- Sra. Lyons: María José Oquendo
- Linda: Aída de la Cruz
- Sammy: Xavi Lite
- Sr. Lyons: Albert Muntanyola

Reemplazos destacados en la producción de 2014
- Narrador: Albert Estengre
- Mickey: Benjamí Conesa
- Eddie: Òscar Jarque
- Linda: Ariadna Suñé
- Sr. Lyons: Albert Estengre, Dani Claramunt, Àlex Esteve

## Grabaciones
Existen varios álbumes interpretados en sus respectivos idiomas por los elencos de las diferentes producciones que se han estrenado a lo largo de todo el mundo, incluyendo la versión en catalán que dirigió Ricard Reguant en el Teatre Condal de Barcelona.

## Premios y nominaciones

### Producción original del West End
| Año  | Premio        | Categoría                  | Nominado            | Resultado |
| ---- | ------------- | -------------------------- | ------------------- | --------- |
| 1983 | Olivier Award | Mejor musical nuevo        | Mejor musical nuevo | Ganador   |
| 1983 | Olivier Award | Mejor actriz en un musical | Barbara Dickson     | Ganadora  |

### Producción del West End de 1988
| Año  | Premio        | Categoría                  | Nominado    | Resultado |
| ---- | ------------- | -------------------------- | ----------- | --------- |
| 1988 | Olivier Award | Mejor actor en un musical  | Con O'Neill | Ganador   |
| 1988 | Olivier Award | Mejor actriz en un musical | Kiki Dee    | Nominada  |
| 2010 | Olivier Award | Mejor actriz en un musical | Melanie C   | Nominada  |

### Producción original de Broadway
| Año  | Premio           | Categoría                             | Nominado                   | Resultado |
| ---- | ---------------- | ------------------------------------- | -------------------------- | --------- |
| 1993 | Drama Desk Award | Mejor actor en un musical             | Con O'Neill                | Nominado  |
| 1993 | Drama Desk Award | Mejor actor de reparto en un musical  | Mark Michael Hutchinson    | Ganador   |
| 1993 | Tony Award       | Mejor musical                         | Mejor musical              | Nominado  |
| 1993 | Tony Award       | Mejor libreto de un musical           | Willy Russell              | Nominado  |
| 1993 | Tony Award       | Mejor actor principal en un musical   | Con O'Neill                | Nominado  |
| 1993 | Tony Award       | Mejor actriz principal en un musical  | Stephanie Lawrence         | Nominada  |
| 1993 | Tony Award       | Mejor actriz de reparto en un musical | Jan Graveson               | Nominada  |
| 1993 | Tony Award       | Mejor dirección en un musical         | Bill Kenwright, Bob Tomson | Nominados |